# Anosia archippus
Anosia archippus är en fjärilsart som beskrevs av Fabricius 1793. Anosia archippus ingår i släktet Anosia och familjen praktfjärilar. Inga underarter finns listade i Catalogue of Life.